# Paz Lenchantin
Paz Lenchantin (Mar del Plata, 12 de dezembro de 1973) é uma musicista argentino-estadunidense. É mais conhecida por ter sido baixista e vocalista de apoio da banda de rock alternativo Pixies. Lenchantin juntou-se ao grupo em 2014, após a saída de Kim Shattuck, e gravou três álbuns de estúdio até ser despedida em 2024.
Antes dos Pixies, Lenchantin foi integrante das bandas Entrance, A Perfect Circle, Silver Jews e Zwan. Em abril de 2024, a Consequence elegeu Lenchantin a 75.ª melhor baixista de todos os tempos, acrescentando: "Ela não apenas se encaixou perfeitamente [nos grupos A Perfect Circle e Pixies], mas também brilhou na banda de curta duração formada por Billy Corgan, Zwan. Além de manter os graves, ela também é uma vocalista maravilhosa e uma violinista habilidosa".